# Электромеханический преобразователь
Электромеханические преобразователи — класс устройств, созданных для преобразования электрической энергии в механическую и наоборот. Также возможно преобразование электрической энергии в электрическую же энергию другого рода. Основным видом электромеханического преобразователя является электродвигатель (электрогенератор).

## Электрические машины
Электрические машины, за редким исключением, совершают однонаправленное непрерывное преобразование энергии. Особым видом электрической машины является трансформатор, не имеющий движущихся частей, участвующих непосредственно в преобразовании энергии, но принципиально схожий с генераторами и двигателями.
Все электрические машины являются обратимыми (могут быть как генераторами, так и двигателями).
По назначению разделяют:
- генераторы, преобразующие механическую энергию в электрическую
- двигатели, преобразующие электрическую энергию в механическую
- преобразователи, преобразующие параметры (род тока, напряжение, частота, число фаз переменного тока) электрической энергии

По действию разделяют:
- индуктивные (представлены ниже)
- емкостные (изменение электрического поля)[2]

## Трансформатор
Трансформатором называется статическая электрическая машина, способная преобразовывать электрическую энергию из одного вида в другой, изменяя её основные параметры — напряжение (трансформатор напряжения), мощность (трансформатор мощности), силу тока (трансформатор тока) или частоту (трансформатор частоты).
Основным параметром любого трансформатора является коэффициент трансформации — величина, равная отношению значений изменяемого параметра (напряжения, тока, мощности или частоты).

### Синхронная машина
Синхронная машина — это такая электрическая машина переменного тока, в которой частота вращения ротора равна частоте изменения (вращения) электромагнитного поля статора.

### Асинхронная машина
Асинхронной машиной, в противовес синхронной, называют такую электрическую машину, в которой частота вращения ротора меньше или больше частоты изменения (вращения) электромагнитного поля статора. Эта разница называется скольжением.

### Машина постоянного тока
Машина постоянного тока — электрическая машина, преобразующая энергию в два этапа: электрическую энергию постоянного тока в электрическую энергию переменного тока при помощи преобразователя частоты (механического выпрямителя — коллектора); электрическую энергию переменного тока в механическую энергию на валу двигателя.

### Умформер
Умформер (мотор-генератор, электромашинный преобразователь) — устройство, объединяющее, как правило, оба вида машин переменного тока (синхронную и асинхронную), либо переменного и постоянного тока. Преобразует один вид электрической энергии в электрическую энергию другого рода. Является электромеханическим преобразователем электрического тока.-->